# Николаи, Кристоф Фридрих
Фри́дрих Кристо́ф Никола́и (нем. Christoph Friedrich Nicolai; 18 марта 1733, Берлин — 11 января 1811, Берлин) — немецкий писатель, журналист, критик и издатель. С 1784 член Академии наук в Мюнхене, с 1799 — Берлинской академии наук.

## Биография
Обучался в сиротской школе в Галле, усидчивым чтением, особенно английских писателей, пополнил своё образование. В 1753 году он издал анонимную брошюру, в которой отражал нелепые нападения готшедиан на Мильтона; за ней в 1755 году последовали также анонимные «Briefe über den jetzigen Zustand der schö nen Wissenschaften», обращенное как против Готшеда, так и против швейцарских теоретиков, доказывавшее образцовость английской литературы и требовавшее применения более строгой критики. Его стремления сблизили его с Лессингом и Мендельсоном, к которым скоро примкнули и другие. Плодом совместных их трудов было издание в Берлине с 1759 по 1765 год «Письма о новейшей литературе» (нем. «Briefe die neueste Literatur betreffend»).
В год окончания этого издания Николаи принялся за новое — «Всеобщая немецкая библиотека» (нем. «Allgemeine deutsche Biblothek»). Цензурные затруднения, возникшие при министре Вёлльнере, заставили Николаи в 1792 году прекратить это издание; но оно возобновилось в Киле и с 1800 по 1805 год Николаи снова его редактировал. В первое десятилетие издания «Библиотеки» в ней работали Гердер и Мерк; затем она все более и более становилась на точку зрения узкого рационализма и упорно боролась не только против мистицизма и иезуитизма, но и против представителей эпохи «бури и натиска», против последовавших за ней классических литературных произведений и против кантовской философии.
Борьба Николаи со всеми новыми направлениями в литературе послужила поводом к многочисленным нападкам против него, особенно со стороны Гердера, Гёте и Шиллера в «Ксениях», Лафатера, Фихте и обоих Шлегелей. Трезвенная ограниченность и сварливое упрямство стареющего писателя, охотно выдававшего себя за духовного наследника Лессинга, в конце концов привели к тому, что его истинные заслуги были забыты.